# 白马寺站
白马寺站是一个陇海铁路上的铁路车站，位于河南省洛阳市瀍河回族区白马寺路，建于1936年，目前为四等站，邮政编码为471013。目前客运：办理旅客乘降；不办理行李、包裹托运；货运：办理整车、零担货物发到；不办理罐装危险货物到达。